# Pedinidae
Pedinidae é uma família de ouriços-do-mar da subclasse Euechinoidea.